# Србомани
Србомани (мкд. Србомани [], буг.  []) је погрдни назив који се користи у Северној Македонији и Бугарској за Србе из Македоније, за које се сматра да су Македонци или Бугари који се национално опредељују као Срби.
Данас Македонци и Бугари често тако називају Србе у Северној Македонији (сматрајући да су они у ствари посрбљени Македонци), а понекад и неке Македонце, који су по њима просрпски оријентисани.